# Cenarruza-Puebla de Bolívar
Cenarruza-Puebla de Bolívar város Spanyolországban,  Bizkaia tartományban. Cenarruza-Puebla de Bolívar Munitibar-Arbatzegi Gerrikaitz, Aulesti, Markina-Xemein, Mallabia és Berriz községekkel határos. Lakosainak száma 409 fő (2024).

## Népesség
A település népessége az utóbbi években az alábbiak szerint változott:
| Lakosok száma | 383  | 395  | 408  | 418  | 434  | 432  | 427  | 404  | 405  | 409  |
|               | 2006 | 2008 | 2010 | 2012 | 2014 | 2016 | 2018 | 2020 | 2022 | 2024 |